# Hälvati
Koordinaten: 58° 42′ N, 23° 52′ O
Hälvati (deutsch Helwatti) ist ein Dorf (estnisch küla) in der Landgemeinde Lääneranna im Kreis Pärnu (bis 2017: Landgemeinde Lihula im Kreis Lääne).

## Beschreibung
Der Ort hat 22 Einwohner (Stand 31. Dezember 2011). Er liegt 31 Kilometer südöstlich von Haapsalu zwischen der Stadt Lihula und dem Dorf Kirbla.
Sehenswürdigkeit des Ortes ist die reetgedeckte Schänke aus Holz, die zum Bauernhof Kaasiku talu gehört.